# Bayerische Landesausstellung

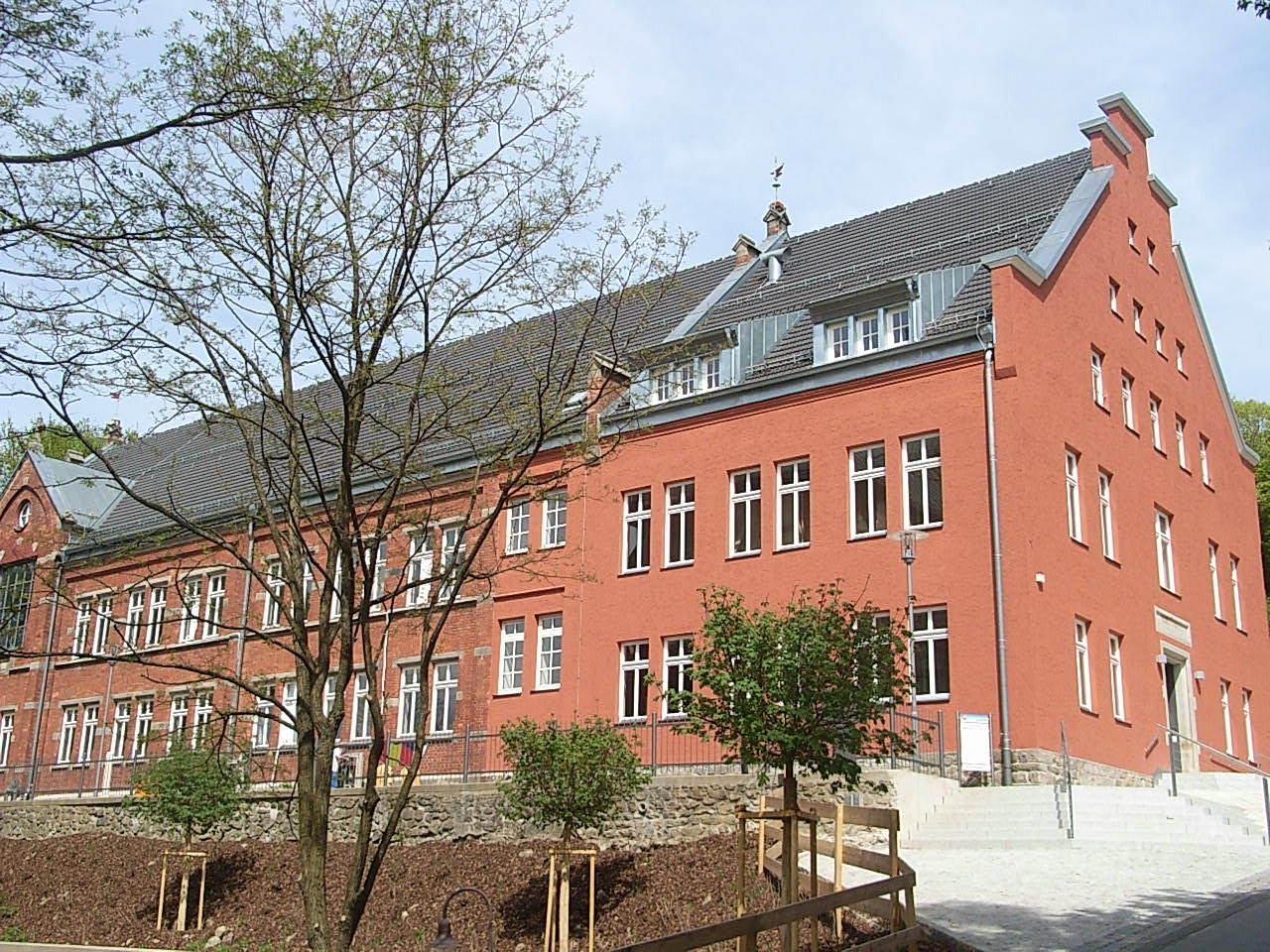
Im ehemaligen Zwieseler Mädchenschulhaus fand die Landesausstellung 2007 statt

Die Bayerischen Landesausstellungen werden vom Haus der Bayerischen Geschichte alljährlich an wechselnden Veranstaltungsorten durchgeführt. Sie stellen einem breiten Publikum Themen der bayerischen Landesgeschichte vor.

## Beschreibung
Bereits 1972 wurde die „Arbeitsgruppe Haus der Bayerischen Geschichte“ ins Leben gerufen, die ab 1976 unter Leitung von Hubert Glaser die ersten Bayerischen Landesausstellungen organisierte. Gemäß seiner Satzung ist das seit 1983 als Behörde des Freistaats Bayern eingerichtete Haus der Bayerischen Geschichte in allen Landesteilen Bayerns tätig. Landesausstellungen fanden unter anderem in Amberg, Andechs, Augsburg, Aschau im Chiemgau, Bad Reichenhall, Bamberg, Benediktbeuern, Coburg, Füssen, Ingolstadt, Kempten (Allgäu), Kronach, Kulmbach, Memmingen, Neuburg an der Donau, Nürnberg, Oberammergau, Passau, Regensburg, Rosenheim, Rothenburg ob der Tauber, Traunstein, Würzburg und Zwiesel statt.
Die Themen reichen vom „Aufbruch ins Industriezeitalter“, über Ludwig I., von den Reichsstädten in Franken zur Geschichte und Kultur der Juden in Bayern, von der Säkularisation 1803/06 zur Geschichte der Bauern in Bayern, von den Passionsspielen zum Geschlecht der Andechs-Meranier, von Kaiser Heinrich II. bis zur Geschichte des Salzes, von der Reformation zu den Coburgern in Bayern und Europa, von der Geschichte der Frauen zu den Beziehungen Bayern und Preußen, von Bayern-Ungarn über Bayern-Böhmen zum Winterkönig, von der Geschichte Pfalz-Neuburgs zum Adel in Bayern. Im Jahr 2009 wurde die Epoche der 1950er Jahre, also „Wiederaufbau und Wirtschaftswunder“, im Jahr 2010 die Beziehung Bayern-Italien thematisiert und 2011 stand König Ludwig II. auf dem Programm. Die Ausstellung 2011 auf Herrenchiemsee war mit 570.000 Besuchern die von Besucherzahl her bislang erfolgreichste Landesausstellung.
Im Jahr 2012 wurden in der zweiten grenzüberschreitenden (bayerisch-oberösterreichischen) Landesausstellung die Beziehungen zwischen den Nachbarländern Bayern und Österreich näher beleuchtet. 2013 war das Thema „Main und Meer“ (Kunsthalle Schweinfurt). Die Ausstellung 2014 in Regensburg beschäftigte sich mit dem Kaiser Ludwig dem Bayern. 2015 war das Thema „Napoleon und Bayern“, 2016 dann „Bier und Bayern“. Den 700. Geburtstag Kaiser Karls IV. im Jahr 2016 nahmen der Freistaat Bayern und die Tschechische Republik zum Anlass, 2016/2017 eine gemeinsame Bayerisch-tschechische Landesausstellung mit internationalem Rahmenprogramm in Prag und Nürnberg zu veranstalten. An originalen Schauplätzen in Coburg zeigte dann die Bayerische Landesausstellung 2017 anlässlich des Reformationsjubiläums mit „Rittern, Bauern, Lutheranern“ ein Panorama dieser Zeit.
Die Bayerische Landesausstellung 2018 im Kloster Ettal vom 3. Mai bis 4. November hatte den Titel „Wald, Gebirg und Königstraum – Mythos Bayern“.
Von 27. September 2019 bis zum 8. März 2020 war im Donausaal des Museums der Bayerischen Geschichte in Regensburg die Bayerische Landesausstellung „100 Schätze aus 1000 Jahren“ zu sehen. Von 29. April bis zum 8. November 2020 folgte die Bayerische Landesausstellung „Stadt befreit. Wittelsbacher Gründerstädte“ im Wittelsbacher Schloss in Friedberg und im FeuerHaus in Aichach.
Vom 23. Juni 2021 bis zum 16. Januar 2022 ist die Bayerische Landesausstellung mit dem Thema „Götterdämmerung II – Die letzten Monarchen“ im Haus der Bayerischen Geschichte | Museum in Regensburg zu sehen.
Informationen zu den einzelnen Themen wie auch zu den sonstigen Ausstellungen des Hauses der Bayerischen Geschichte bietet die Website, die im Bereich „Archiv“ die Arbeit des Hauses dokumentiert.

## Liste der Bayerischen Landesausstellungen

### Bisherige Veranstaltungen

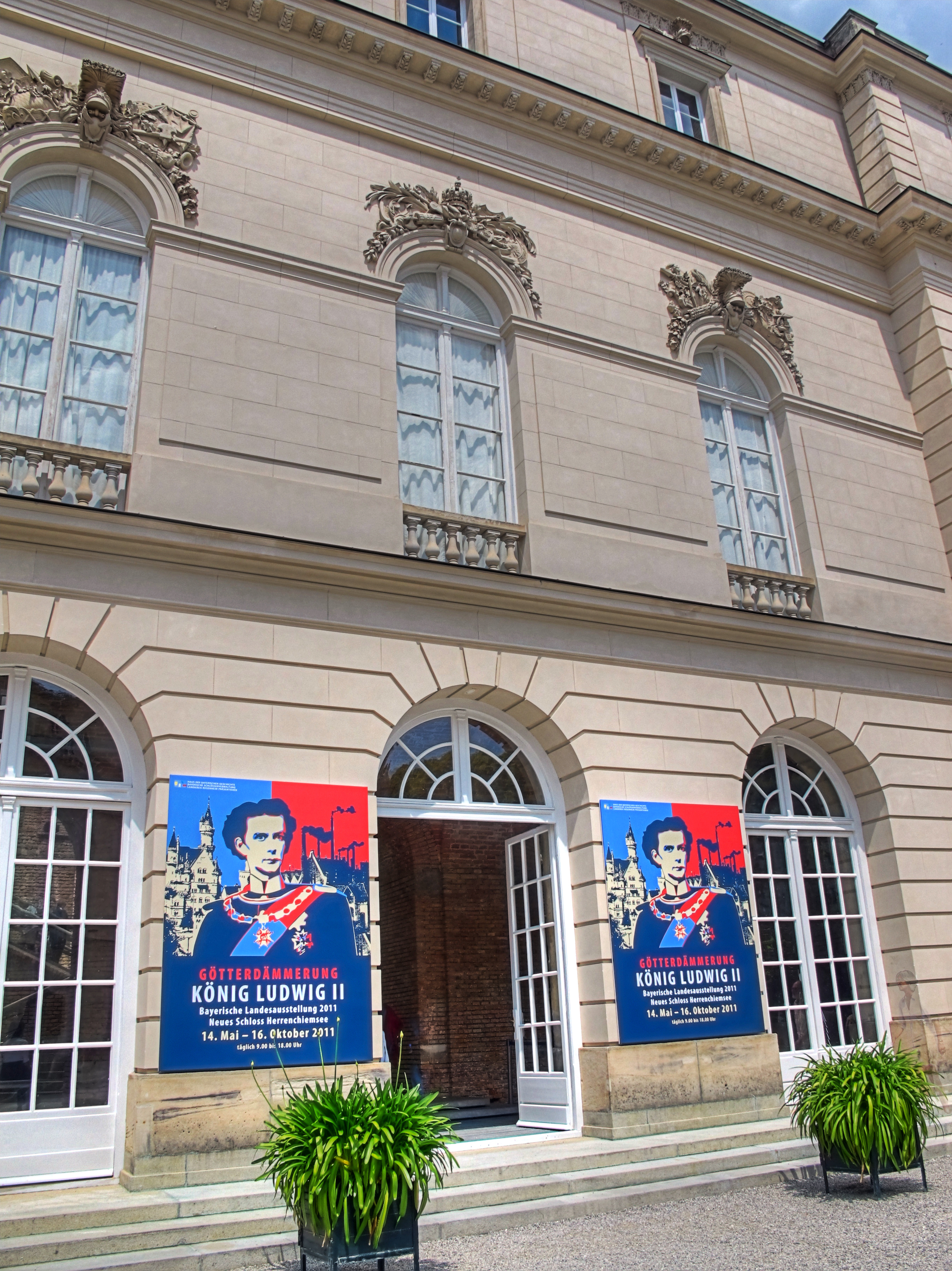
2011, Götterdämmerung – König Ludwig II, in Schloss Herrenchiemsee

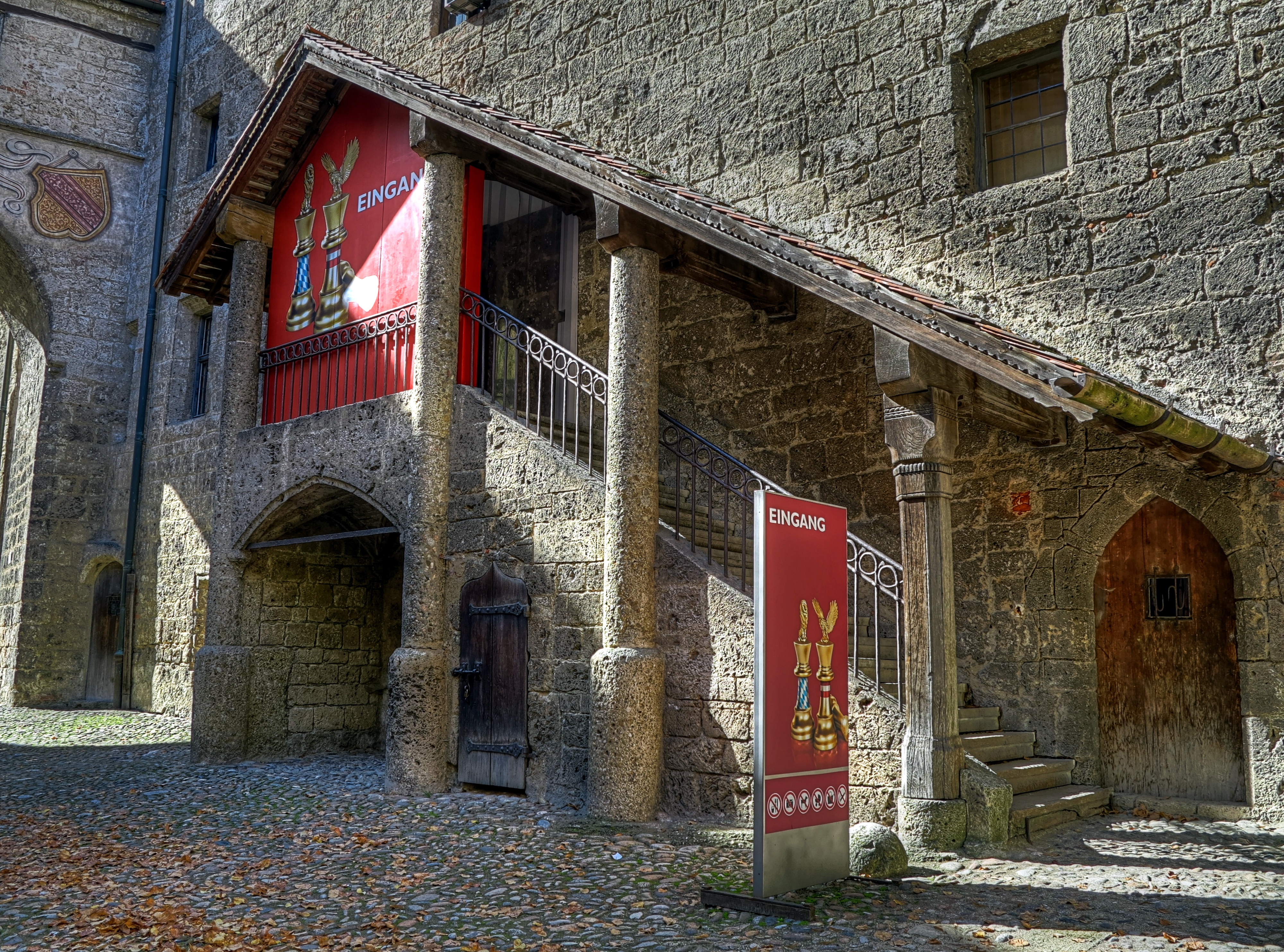
2012, Bayern und Österreich im Mittelalter in Burghausen

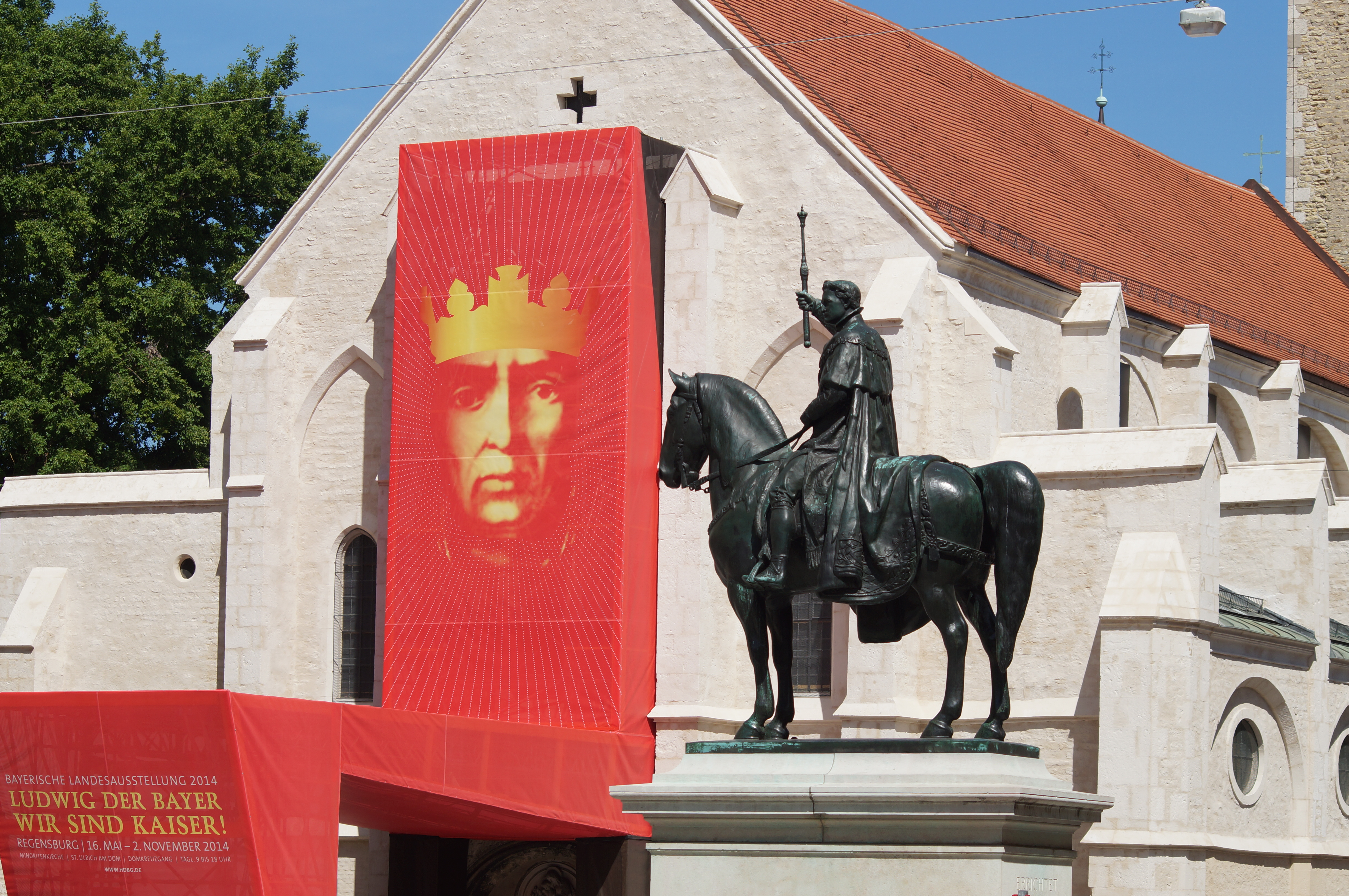
2014, Kaiser Ludwig der Bayer in Regensburg

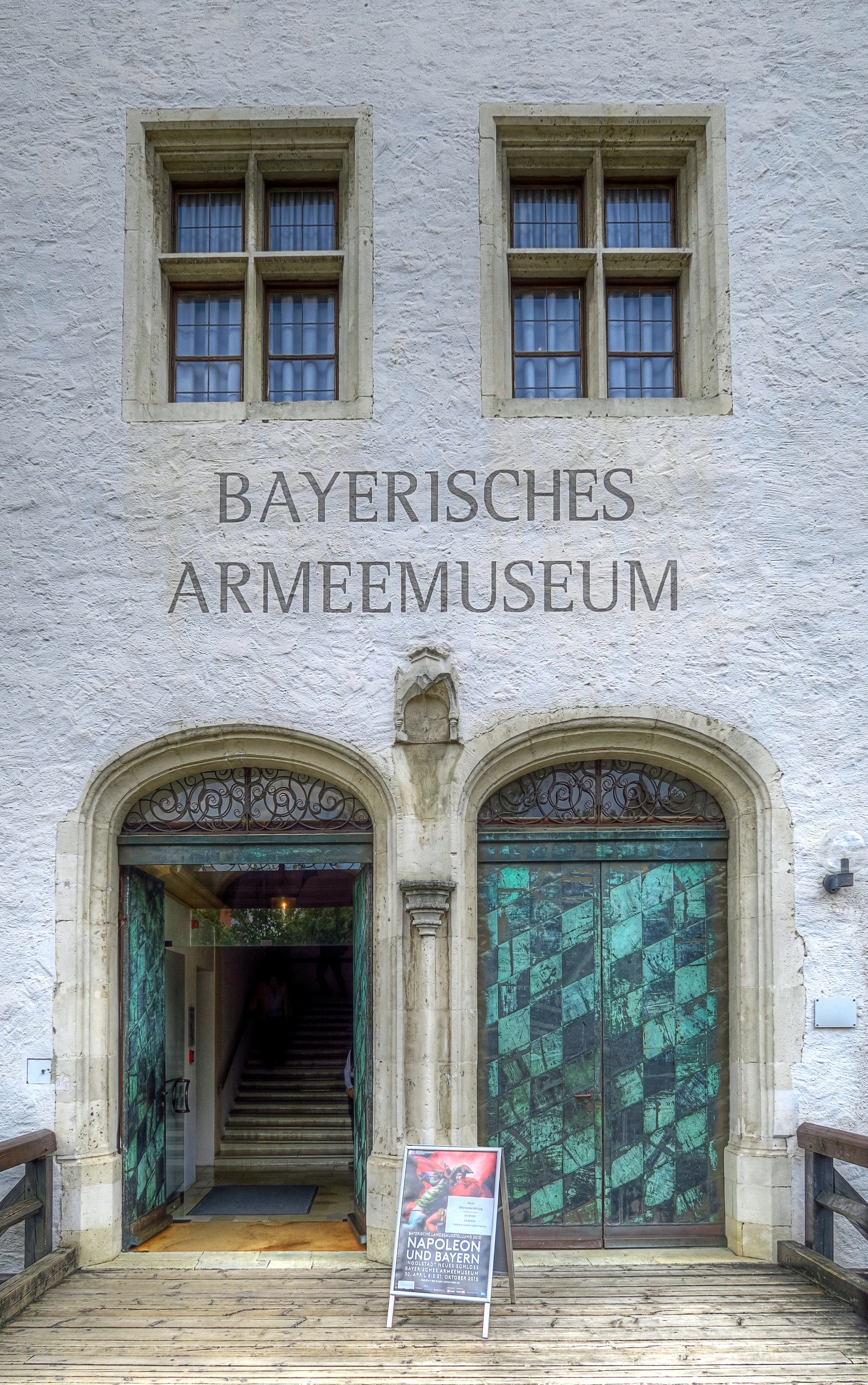
2015, Napoleon in Bayern in Ingolstadt

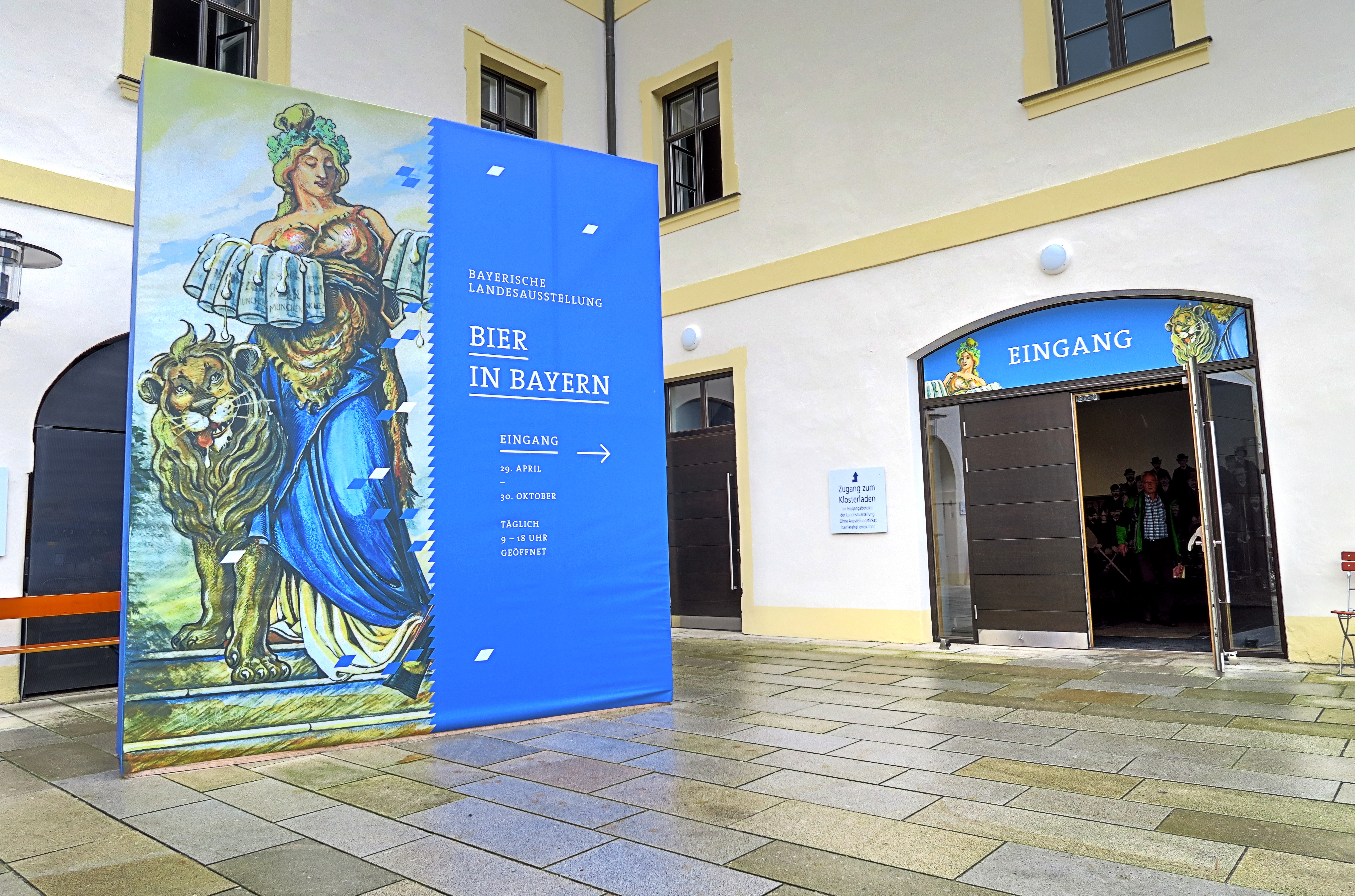
2016, Bier in Bayern in Aldersbach

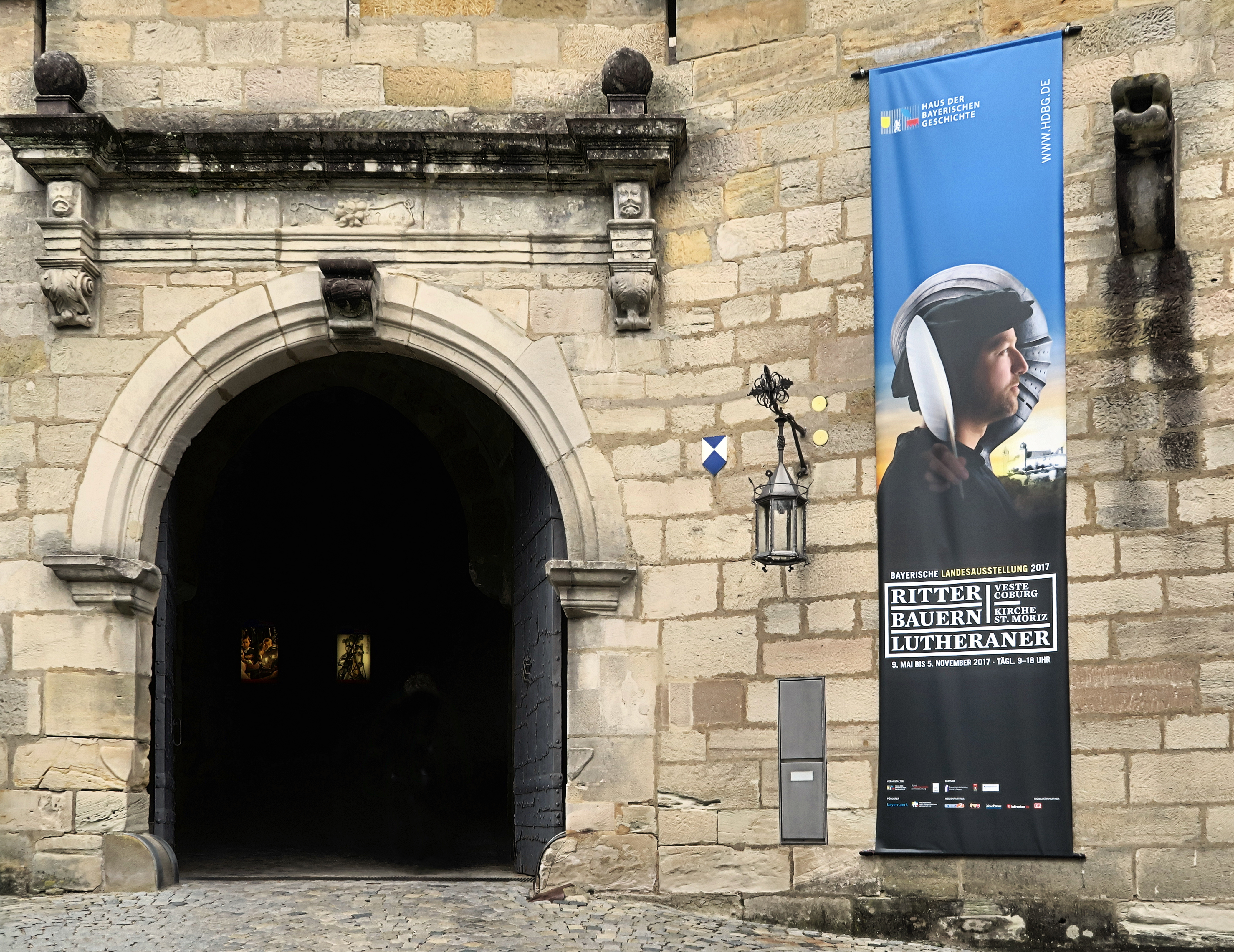
2017, Ritter, Bauern, Lutheraner auf der Veste Coburg

- 1976: Kurfürst Max Emanuel – Bayern und Europa um 1700 (Oberschleißheim)
- 1980: Wittelsbach und Bayern (München, Landshut)
- 1983: Blutenburg. Zur Geschichte von Schloss und Hofmark Menzing (München)
- 1984: Glück und Glas. Zur Kulturgeschichte des Spessartglases (Lohr am Main)
- 1985: Aufbruch ins Industriezeitalter (Augsburg)
- 1986: „Vorwärts, vorwärts sollst Du schauen…“ Geschichte, Kunst und Politik unter Ludwig I. (Nürnberg)
- 1987: Reichsstädte in Franken (Rothenburg ob der Tauber)
- 1988: „Siehe der Stein schreit aus der Mauer“. Geschichte und Kultur der Juden in Bayern (Nürnberg)
- 1989: Kilian. Mönch aus Irland – aller Franken Patron (Würzburg)
- 1990: „Hört, sehet, weint und liebt…“ Passionsspiele im alpenländischen Raum (Oberammergau)
- 1991: Glanz und Ende der alten Klöster. Klostersäkularisation im bayerischen Oberland (Benediktbeuern)
- 1992: Bauern in Bayern (Straubing)
- 1993: Herzöge und Heilige. Das Geschlecht der Andechs-Meranier im europäischen Mittelalter (Andechs)
- 1994: Lucas Cranach – ein Maler-Unternehmer aus Kronach (Kronach)
- 1995: Salz Macht Geschichte (Bad Reichenhall, Traunstein, Rosenheim)
- 1996: Gold im Herzen Europas (Theuern)
- 1997: Ein Herzogtum und viele Kronen. Coburg in Bayern und Europa (Coburg)
- 1998: Geld und Glaube. Leben in evangelischen Reichsstädten (Memmingen)
- 1998: Bürgerfleiß und Fürstenglanz. Reichsstadt und Fürstabtei Kempten (Kempten)
- 1998: Geschichte der Frauen in Bayern. Von der Völkerwanderung bis heute (Ingolstadt)
- 1999: Bayern & Preußen & Bayerns Preußen – Schlaglichter auf eine historische Beziehung (Berlin und Kulmbach)
- 2000: Bavaria Germania Europa. Geschichte auf Bayerisch (Regensburg)
- 2000: Die Römer zwischen Alpen und Nordmeer (Lokschuppen Rosenheim)[7]
- 2001: Bayern – Ungarn. Tausend Jahre (Passau)
- 2002: Kaiser Heinrich II. (Bamberg)
- 2002/03: Das Rätsel Grünewald (Aschaffenburg)
- 2003: Der Winterkönig. Friedrich V. Der letzte Kurfürst aus der Oberen Pfalz (Amberg)
- 2004: Edel und Frei. Franken im Mittelalter (Forchheim)
- 2004: Grenzenlos – Geschichte der Menschen am Inn (1. bayerisch-oberösterreichische Landesausstellung: Kloster Asbach, Oberhausmuseum Passau, Stift Reichersberg, Schärding)
- 2005: Von Kaisers Gnaden. 500 Jahre Pfalz-Neuburg (Neuburg a.d.Donau)
- 2006: 200 Jahre Franken in Bayern (Nürnberg)
- 2007: Bayern – Böhmen. 1500 Jahre Nachbarschaft (Zwiesel)
- 2008: Adel in Bayern. Ritter, Grafen, Industriebarone (Schloss Hohenaschau und Rosenheim)
- 2009: Wiederaufbau und Wirtschaftswunder (Residenz Würzburg)
- 2010: Bayern-Italien (Staatliches Textil- und Industriemuseum und Maximilianmuseum in Augsburg sowie Kloster St. Mang in Füssen)
- 2011: Götterdämmerung. König Ludwig II. und seine Zeit (Neues Schloss Herrenchiemsee)
- 2012: Bayern und Österreich im Mittelalter. „Verbündet – Verfeindet – Verschwägert“ (2. bayerisch-oberösterreichische Landesausstellung: Burg zu Burghausen in Burghausen, Kloster Ranshofen in Ranshofen und im Schloss Mattighofen in Mattighofen)
- 2013: Main und Meer (Kunsthalle Schweinfurt)
- 2014: Kaiser Ludwig der Bayer (Regensburg)
- 2015: Napoleon und Bayern (Bayerischen Armeemuseum in Ingolstadt)[8]
- 2016: Bier in Bayern (Brauerei Aldersbach in Aldersbach)
- 2016/17: Bayerisch-tschechische Landesausstellung (Prag und Nürnberg)
- 2017: Ritter, Bauern, Lutheraner (Veste Coburg und Morizkirche in Coburg)
- 2018: Wald, Gebirg und Königstraum – Mythos Bayern (Kloster Ettal)
- 2019: Hundert Schätze aus tausend Jahren (Hause der Bayerischen Geschichte – Museum in Regensburg)
- 2020: Stadt befreit – Wittelsbacher Gründerstädte (Schloss Friedberg und im Feuerwehrhaus in Aichach)
- 2021: Götterdämmerung II – Die letzten Monarchen (Haus der Bayerischen Geschichte in Regensburg)[9]
- 2022: Typisch Franken (Orangerie und St.-Gumbertus-Kirche in Ansbach)
- 2023: Barock in Bayern und Böhmen – bayerisch-tschechische Landesausstellung (Haus der Bayerischen Geschichte in Regensburg sowie Tschechisches Nationalmuseum in Prag, 2023/24)[10]
- 2024: Tassilo, Korbinian und der Bär – Bayern im frühen Mittelalter (Diözesanmuseum Freising)[11]
- 2025: Ludwig I. – Bayerns größter König? (Haus der Bayerischen Geschichte – Museum in Regensburg)[12]

### Veranstaltungen in Vorbereitung
- 2026: Musik in Bayern (Freyung)[13][14]
- 2027: Schwesterherz! Frauen retten Bayern (Ursberg und Dillingen)[15]
- 2028: Kinder im Mittelalter (Rothenburg ob der Tauber)[16]